# ادمون كونراد
ادمون كونراد (بالإنجليزية: Edmond Konrad)‏ هو ضابط أمريكي، ولد في 6 مارس 1909 في أوشكوش في الولايات المتحدة، وتوفي في 5 مارس 1997.